# Kelvin Cato
Kelvin T. Cato (Atlanta, Georgia; 26 de agosto de 1974) es un exjugador de baloncesto estadounidense que jugó 10 temporadas en la NBA. Con una altura de 2,11 metros, jugaba en la posición de pívot.

## Carrera

### Universidad
Cato jugó inicialmente en la Universidad de South Alabama, promediando 6 puntos y 6 rebotes en la temporada 1992-93. En ese tiempo, mantenía una gran relación con Tim Floyd, por entonces entrenador de la Universidad de New Orleans, quien reconoció el potencial de Cato. En 1994, Floyd se convirtió en el entrenador de la Universidad de Iowa State y convenció a Cato para que se cambiara a su universidad. En los Cyclones, Cato promedió 11 puntos, 8 rebotes y 4 tapones por partido para impulsar a Iowa State a la Sweet Sixteen del torneo de la NCAA de 1997. En las dos campañas que pasó en Iowa State, Cato puso 189 tapones en 55 partidos, promediando 3.44 por encuentro. En su año sénior, Cato fue elegido en el tercer mejor quinteto de la Big 12 Conference tras promediar 11.3 puntos, 8.4 rebotes y 4.2 tapones.

### NBA
En el Draft de la NBA de 1997 fue escogido por Dallas Mavericks en la 15.ª posición, enviando inmediatamente sus derechos a Portland Trail Blazers por los de Chris Anstey y dinero. En sus dos primeras temporadas en Portland, Cato promedió 3.8 y 3.5 puntos por noche antes de ser traspasado a Houston Rockets en el intercambio que enviaba a Scottie Pippen a los Blazers.
En los Rockets pasó 5 años, promediando 8.7 puntos en la temporada 1999-2000, la mejor campaña de su carrera. En los dos siguientes cursos, sus prestaciones descendieron moderadamente, pasando a promediar 4.7 y 6.6 puntos, y 4 y 7 rebotes por partido. El 28 de octubre de 1999, Cato firmó un contrato de 6 años a razón de 42 millones de dólares, algo exagerado para un jugador de sus estadísticas. El 29 de junio de 2004, los Rockets traspasaron a Cato a Orlando Magic junto con Steve Francis y Cuttino Mobley a cambio de Tracy McGrady, Juwan Howard, Tyronn Lue y Reece Gaines. En Orlando pasó aproximadamente una temporada y media, promediando 7 puntos y 6.7 rebotes en su única completa en el equipo. 
El 15 de febrero de 2006, fue enviado a Detroit Pistons junto con una primera ronda de 2007 por Darko Miličić y Carlos Arroyo. En los Pistons solo disputó 4 partidos, en los que firmó 2.5 puntos y 1.8 rebotes por encuentro. Tras finalizar la temporada regular, Cato firmó por New York Knicks donde finalizó su carrera como jugador.

## Estadísticas de su carrera en la NBA

### Temporada regular
| Año     | Equipo   | PJ  | PT  | MPP  | %TC  | %3P   | %TL  | RPP | APP | ROB | TPP | PPP |
| ------- | -------- | --- | --- | ---- | ---- | ----- | ---- | --- | --- | --- | --- | --- |
| 1997-98 | Portland | 74  | 8   | 13.6 | .428 | .000  | .688 | 3.4 | .3  | .4  | 1.3 | 3.8 |
| 1998-99 | Portland | 43  | 0   | 12.7 | .450 | 1.000 | .507 | 3.5 | .4  | .5  | 1.3 | 3.5 |
| 1999-00 | Houston  | 65  | 32  | 24.3 | .537 | .000  | .649 | 6.0 | .4  | .5  | 1.9 | 8.7 |
| 2000-01 | Houston  | 35  | 13  | 17.8 | .577 | –     | .649 | 4.0 | .3  | .4  | .9  | 4.7 |
| 2001-02 | Houston  | 75  | 73  | 25.6 | .583 | .000  | .582 | 7.0 | .4  | .5  | 1.3 | 6.6 |
| 2002-03 | Houston  | 73  | 5   | 17.1 | .520 | .000  | .532 | 5.9 | .3  | .5  | 1.2 | 4.5 |
| 2003-04 | Houston  | 69  | 67  | 25.3 | .447 | –     | .676 | 6.8 | 1.0 | .8  | 1.4 | 6.1 |
| 2004-05 | Orlando  | 62  | 50  | 24.6 | .539 | –     | .783 | 6.7 | .6  | .9  | 1.3 | 7.0 |
| 2005-06 | Orlando  | 23  | 0   | 13.0 | .431 | –     | .743 | 2.7 | .1  | .3  | .4  | 3.8 |
| 2005-06 | Detroit  | 4   | 0   | 8.5  | .417 | –     | –    | 1.8 | .5  | .0  | .5  | 2.5 |
| 2006-07 | New York | 18  | 0   | 5.3  | .318 | –     | .667 | 1.7 | .0  | .2  | .6  | 1.2 |
| Total   | Total    | 541 | 248 | 19.6 | .507 | .077  | .644 | 5.3 | .5  | .5  | 1.3 | 5.5 |

| Año   | Equipo   | PJ | PT | MPP  | %TC  | %3P  | %TL  | RPP | APP | ROB | TPP | PPP |
| ----- | -------- | -- | -- | ---- | ---- | ---- | ---- | --- | --- | --- | --- | --- |
| 1998  | Portland | 4  | 0  | 14.5 | .529 | .000 | .727 | 3.0 | .3  | .3  | 1.8 | 6.5 |
| 1999  | Portland | 8  | 0  | 5.4  | .111 | –    | .400 | .9  | .3  | .1  | .1  | .8  |
| 2004  | Houston  | 5  | 5  | 29.6 | .591 | –    | .429 | 6.8 | .4  | 1.0 | .8  | 5.8 |
| 2006  | Detroit  | 4  | 0  | 3.8  | .600 | –    | –    | 1.8 | .0  | .0  | .0  | 1.5 |
| Total | Total    | 21 | 5  | 12.6 | .491 | .000 | .536 | 2.9 | .2  | .3  | .6  | 3.2 |

## Vida personal
Es hijo de Donald y Carolyn Cato.
Tiene tres hijos: Parrish, Xavier y Kealand.
Ha escrito los libros "t.e.a.m.w.o.r.k." y "h.o.o.p." ("Help Out Other People").